# Молодіжне (Ніжинський район)
Молодіжне (до 2016 року — Дзержинського) — село в Україні, у Бобровицькій міській громаді Ніжинського району Чернігівської області. Населення становить 140 осіб. До 2017 орган місцевого самоврядування — Озерянська сільська рада. З 2017 центром старостинського округу є село Озеряни.

## Історія
12 червня 2020 року, відповідно до розпорядження Кабінету Міністрів України № 730-р «Про визначення адміністративних центрів та затвердження територій територіальних громад Чернігівської області», увійшло до складу Бобровицької міської громади.
19 липня 2020 року, в результаті адміністративно-територіальної реформи та ліквідації Бобровицького району, увійшло до складу Ніжинського району Чернігівської області.
22 червня 2023 року рішенням Національної комісії зі стандартів державної мови віднесено до списку населених пунктів, які можуть не відповідати лексичним нормам української мови, зокрема стосуватися російської імперської політики (російської колоніальної політики). Громаді рекомендовано обґрунтувати доцільність збереження поточної назви або запропонувати нову назву в установленому законодавством порядку.